# Жуков, Дмитрий Анатольевич
Дмитрий Анатольевич Жуков (30 августа 1927, Грозный — 10 сентября 2015, Москва) — советский писатель, публицист, переводчик, литературовед. Член Союза писателей (1976). Заслуженный работник культуры РСФСР.
Входил в так называемый «антисионистский кружок», бывший частью русского националистического движения в СССР, получившего известность как «русская партия», руководитель националистического «Русского клуба». Автор сценария антисемитского фильма «Тайное и явное (Цели и деяния сионистов)». Развивал идеи неоязыческого и расистского мировоззрения, рассматривал славян как часть «древних ариев».

## Биография
Родился в семье инженера-нефтяника. В 1944—1945 годах принимал участие в Великой Отечественной войне. В 1954 году окончил Военной институт иностранных языков в Москве.
С 1954 до 1960 года проходил службу в ГРУ. Работал в КГБ.
Принимал участие в создании Всероссийского общества охраны памятников истории и культуры.
В 1990 году подписал «Письмо 74-х».
Был сопредседателем Фонда славянской письменности и культуры.

## Творчество и взгляды
В середине 1950-х годов переводил произведения сербской (Бранислав Нушич, Милован Глишич), английской (Джон Голсуорси, Герберт Уэллс и др.) и американской (Джон Стейнбек, Рэй Брэдбери и др.) литератур. Был занят проблемами машинного перевода (книга «Переводчик, историк, поэт? Слово тебе, машина!», 1965). Написал биографии протопопа Аввакума, А. К. Толстого, Бориса Савинкова, Василия Верещагина, Михаила Скобелева, Ивана Поддубного и др., а также работы об истории биографического жанра («Биография биографии», 1980), о переводческом искусстве («Мы – переводчики», 1977) и др.
Во второй половине 1960-х годов присоединился к «антисионистскому кружку». Стал известным среди участников «русской партии» преимущественно как автор сценария фильма «Тайное и явное (Цели и деяния сионистов)». Режиссером фильма был Борис Карпов — другой посетитель «Русского клуба», в числе официальных консультантов — другие антисионистские авторы. По информации Сергея Семанова он создавался по заказу КГБ. Этот антисионистский и антисемитский фильм подробно описывает роль «еврейских заговорщиков», по мнению создателей фильма, стоявших за всеми ключевыми событиями XX века. Фильм был снят к 1973 году. В ленте использована нацистская кинохроника. О важности фильма для заказчиков может свидетельствовать то обстоятельство, что авторам для получения материалов было разрешено выехать в три европейские столицы. Государственная приёмка «Тайного и явного» была задержана на год Комитетом по кинематографии, предполагавшим неоднозначную реакцию на фильм. В течение этого времени Жуков и Карпов устраивали «технические» просмотры своим соратникам. В августе 1973 года один из операторов Центральной студии документальных фильмов, фронтовой знакомый Леонида Брежнева, написал ему письмо, в котором просил предотвратить выход антисемитского фильма. В августе-октябре 1973 года Комитет по кинематографии выдал свои соображения по переработке фильма, которые сделали из ленты «идеологическую жвачку», оставшуюся не замеченной общественностью.
В 1970-е годы существенной частью деятельности антисионистов и участников «русской партии» Валерия Емельянова, Дмитрия Жукова, Валерия Скурлатова и А. Иванова (Скуратова) стала пропаганда неоязыческого и расистского мировоззрения. К неоязычеству эти авторы пришли через следующее теоретическое построение: поскольку всё, что исходит от евреев по определению является негативным, следовательно и христианство также было создано евреями для порабощения других народов. В качестве противовеса христианству авторы предлагали возврат к «исконной» религии древних славян или праславян, рассматриваемых ими как часть «древних ариев».
Жуков стал первым, кто изложил неоязыческую идею о подвижниках, разыскивавших на Русском Севере старые рукописи. В его понимании эта деятельность была наполнена «глубокого патриотического смысла», поскольку помогала обнаружить «утраченные корни», которые писатель связывал с глубокой древностью. Был одним из самых ранних сторонников аутентичности «Велесовой книги» («Из глубины тысячелетий», 1979; «Память», 1981).
Несмотря на неоязыческие идеи, считал себя православным.
Был одним из националистических деятелей, стоявших у истоков движения «Память».

## Сочинения
- Жуков Д. А. Алексей Константинович Толстой. — М.: Мол. гвардия, 1982. — 383 с. — (Жизнь замечательных людей: Сер. биогр.: Осн. в 1933 г. М. Горьким; Вып. 14 (631)). — 100 000 экз.
- Жуков Д. А. Биография биографии: Размышление о жанре. — М.: Сов. Россия, 1980. — 135 с. — (Писатели о творчестве). — 20 000 экз.
- Жуков Д. А. Богатырское сердце: Повести. Очерки. — М.: Сов. писатель, 1985. — 478 с. — (Содерж.: Повести: Художник Верещагин; Богатырское сердце; Несущие смерть; Круг размыкаемый; Очерки: В последнем завидном году; Он видел этот город другим; Воспитание воли; Из рода Аршба; Начальник гарнизона). — 100 000 экз.
- Жуков Д. А. Бранислав Нушич. — 2-е изд., доп. — М.: Искусство, 1989. — 368 с. — («Жизнь в искусстве»). — 30 000 экз.
- Жуков Д. А. Бранислав Нушич. — М.: Искусство, 1972. — 378 с. — («Жизнь в искусстве»). — 50 000 экз.
- Жуков Д. А. Владимир Иванович: Повесть. — М.: Худож. лит, 1981. — 66 с. — (Роман-газета: Изд. Госкомиздата СССР; № 14 (924)).
- Жуков Д. А. За Терским хребтом: Очерки. — М.: Правда, 1981. — 47 с. — (Библиотека «Огонек»; № 36). — 100 000 экз.
- Жуков Д. А. Загадочные письмена. — М.: Знание, 1962. — 78 с. — (Прочти, товарищ!). — 50 000 экз.
- Жуков Д. А. Звезда вдохновенья: Рассказы, эссе, очерки. — Тула: Приок. кн. изд-во, 1986. — 367 с. — (Отчизне посвятим). — 30 000 экз.
- Жуков Д. А. Иван Поддубный. — М.: Физкультура и спорт, 1975. — 144 с. — 75 000 экз.
- Жуков Д. А. Из русских биографий: [Сб.]. — М.: Роман-газ, 2004. — 96 с. — (Роман-газета: Нар. журн., ISSN 01316044; № 9(1471). Содерж.: Художник Верещагин и генерал Скобелев; Б. Савинков и В. Ропшин). — 8800 экз.
- Жуков Д. А. Избранное: [в 3 т.]. — М.: Вагриус; Книжный клуб 36.6, 2007. — 3000 экз.
  - Т. 3: Очерки, рассказы, статьи. — 751 с. — (Содерж.: Козьма Прутков и его друзья; Он видел город другим: очерк о Достоевском; Очерки и статьи о Л. Н. Толстом: Воспитание воли; За Терским хребтом; Из заметок на полях кавказских произведений; Они оба любили Кавказ (Л.Н. Толстой и Е.Е. Лансере); Биография биографий). — ISBN 978-5-98697-082-0. 978-5-98697-085-1.
  - Т. 1: Роман и повести. — 655 с. — (Содерж.: Жизнь остроумца: трагикомический роман о Браниславе Нушиче; повести: Долгожитель; Несущие смерть). — ISBN 978-5-98697-082-0. 978-5-98697-083-7.
  - Т. 2: Повести. — 847 с. — (Содерж.: повести: Протопоп Аввакум; Владимир Иванович: археографическая повесть; Художник Верещагин и генерал Скобелев; Б. Савинков и В. Ропшин: террорист и писатель; Богатырское сердце Ивана Поддубного). — ISBN 978-5-98697-082-0. 978-5-98697-084-4.
- Жуков Д. А. Избранные произведения: В 2 т.. — М.: Современник, 1987. — 100 000 экз.
  - Т. 1: Повести, рассказы, очерки. — 479 с. — (Содерж.: Повести: Аввакум; Владимир Иванович: Археогр. повесть; Рассказы, очерки: Из боровских былей; Он видел этот город другим; За Терским хребтом; Воспитание воли).
  - Т. 2: Повести. — 573 с. — (Содерж.: Краткий очерк жизни и творчества К. П. Пруткова; Алексей Константинович Толстой; «На Шипке все спокойно»: О В. В. Верещагине).
- Жуков Д. А. Имам Хомейни: Очерк полит. биогр. — М.: Палея, 1999. — 142 с. — 4000 экз. — ISBN 5-86020-267-9.
- Жуков Д. А. Иран от Хомейни до Хаменеи. — М.: Научная книга, 2011. — 159 с. — ISBN 978-5-91393-094-1. (недоступная ссылка)
- Жуков Д. А. Козьма Прутков и его друзья. — 2-е изд., доп. — М.: Худож. лит, 1983. — 384 с. — 20 000 экз.
- Жуков Д. А. Корни: Очерки. — М.: Правда, 1977. — 48 с. — (Библиотека «Огонек»; № 38. Содерж.: Живое чувство своего достоинства; Корни; Чиновный бард; Он видел этот город другим). — 100 000 экз.
- Жуков Д. А. Круг размыкаемый: Повести-хроники. — М.: Современник, 1979. — 624 с. — (Новинки «Современника». Содерж.: Аввакум; Владимир Иванович; Богатырское сердце; Несущие смерть; Круг размыкаемый). — 100 000 экз.
- Жуков Д. А. Мы — переводчики. — М.: Знание, 1975. — 112 с. — (Прочти, товарищ!) — 50 000 экз.
- Жуков Д. А. На руинах Вавилона. — М. Знание, 1964. — 107 с. — 30 000 экз.
- Жуков Д. А. На семи холмах: Очерки и повесть. — М.: Сов. писатель, 1981. — 415 с. — (Содерж.: Художник Верещагин: Повесть; Очерки: В последнем завидном году; Корни; Портрет; Охотник; Он видел этот город другим; За Терским хребтом; Воспитание воли; Память; Аисты на руинах; Встреча с Вологдой, и др.). — 30 000 экз.
- Жуков Д. А. Небо над Ираном ясное: Очерк полит. биографии имама Хомейни // Хомейни Р. М. Путь к свободе: Речи и завещание. — М., 1999. — ISBN 5-86020-262-9.
- Жуков Д. А. Огнепальный: [Повести]. — М.: Мол. гвардия, 1979. — 431 с. — (Содерж.: Аввакум Петров; Владимир Иванович). — 100 000 экз.
- Жуков Д. А. Переводчик, историк, поэт? Слово тебе, машина! — М.: Советская Россия, 1965. — 207 с. — 50 000 экз.
- Жуков Д. А. Портреты: [Сб.]. — М.: Сов. Россия, 1984. — 429 с. — (О Аввакуме, В. И. Малышеве, А. С. Грибоедове, К. П. Брюллове, Ф. М. Достоевском, Л. Н. Толстом, В. В. Верещагине). — 50 000 экз.
- Жуков Д. А. Прозрения: Россия на Голгофе: [Очерки о рус. писателях]. — М.: Сов. Россия, 1991. — 428 с. — 30 000 экз. — ISBN 5-268-00126-4.
- Жуков Д. А. Русские биографии. — М.: Воскресенье, 2003. — Т. 1. — 687 с. — (Содерж.: О протопопе Аввакуме, ученом В. Малышеве, художнике В. Верещагине, генерале Скобелеве, террористе и писателе Б. Савинкове). — 2000 экз. — ISBN 5-88528-299-4. || Т. 2. — 2003. — 751 с. — (Содерж.: О К. Пруткове, А.К. Толстом, И. Поддубном). — 2000 экз. — ISBN 5-88528-300-1.
- Жуков Д. А. Таинственные встречи: [Сб.]. — М.: Патриот, 1992. — 301 с. — (Содерж.: Таинственные встречи В.В. Шульгина; «Перед судом истории» и чёрная шляпа: О В. В. Шульгине; Б. Савинков и В. Ропшин. Террорист и писатель). — 50 000 экз. — ISBN 5-7030-0492-6.
- Нушич Б. Избранное: В 3 т. / Пер. с серб.-хорв. [Сост., предисл., с. 5-32, и примеч. Д. Жукова]. — М.: Худож. лит, 1988. — ISBN 5-280-00270-4.
  - Т. 1. — 1988. — 526 с. — (Содерж.: Автобиография; Дитя общины: Роман; Рассказы капрала; Из «Листков»). — 100 000 экз. — ISBN 5-280-00271-2.
  - Т. 2. — 1988. — 543 с. — (Содерж.: Разд.: Из сб. «Десять рассказов»; Из сб. «Рамазанские вечера»; Рассказы, юморески, сценки; Фельетоны Бен-Акибы). — 10 000 экз.
  - Т. 3: [Пьесы]. — 1988. — 591 с. — (Содерж.: Народный депутат; Протекция; Кнез Семберийский; Обыкновенный человек; Так надо было; Хаджи Лоя; Госпожа министерша; Д-р). — 100 000 экз. — ISBN 5-280-00273-9.
- Паломничество на Землю: Амер. фантаст.: [Сб.] / Выбор, пер. и послесл. Д. Жукова. — 2-е изд. — М.: Мол. гвардия, 1985. — 399 с. — (Содерж.: Пан Сатирус: Повесть / Р. Уормсер. Рассказы: И тьма пришла; Нечаянная победа / А. Азимов. Деревенский дурачок; Сделай сам; Прелесть / К. Саймак. Ремонтник; Полицейский робот / Г. Гаррисон; Смерть и дева / Р. Брэдбери. Хмельная почва; Механический фиговый листок / Р. Янг. Паломничество на Землю / Р. Шекли). — 100 000 экз.

## Семья
- Сын — Жуков, Александр Дмитриевич (р. 1956) — первый заместитель председателя Государственной Думы Федерального собрания Российской Федерации, бывший президент Олимпийского комитета России.
- Внук — Жуков, Пётр Александрович (р. 1982) — предприниматель и инвестор, популяризатор шахбокса.